# Sly and the Family Stone
Sly and the Family Stone va ser un grup estatunidenc format a San Francisco el 1966 i actiu fins al 1983. La seva obra, que combinava elements de funk, soul, rock psicodèlic, gòspel i rhythm and blues, va esdevenir una influència fonamental en la música popular nord-americana posterior. La seva formació principal estava liderada pel cantautor, productor i multiinstrumentista Sly Stone, i incloïa els germans de Stone, Freddie Stone (guitarra i veu) i Rose Stone (teclat i veu), juntament amb Cynthia Robinson (trompeta i veu), Greg Errico (bateria), Jerry Martini (saxo) i Larry Graham (baix i veu). La banda va ser el primer gran grup de rock estatunidenc a tenir una formació racialment integrada i de gènere mixt.

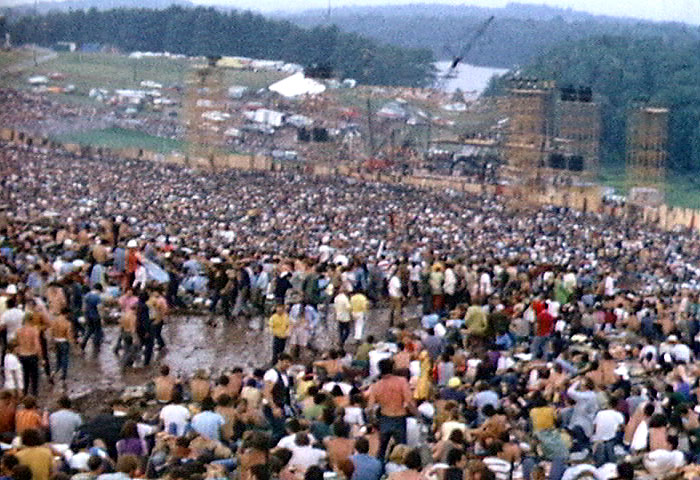
Imatge del Festival de Woodstock durant l'actuació de Sly and the Family Stone el 17 d'agost de 1969

Format el 1966, el grup va sintetitzar una varietat de gèneres musicals per a ser pioner en el so emergent del «soul psicodèlic». Va aconseguir una sèrie d'èxits a la Billboard Hot 100, com ara «Dance to the Music» (1968), «Everyday People» (1968), «Hot Fun in the Summertime» (1969) i «Thank You (Falettinme Be Mice Elf Agin)» (1969), així com àlbums aclamats per la crítica com Stand! (1969), que combinava la sensibilitat pop amb el comentari social. A la dècada del 1970 va fer la transició cap a un so funk més fosc i menys comercial en obres com There's a Riot Goin' On (1971) i Fresh (1973), que van resultar tan influents com els seus primers treballs. El 1975, els problemes amb les drogues i els enfrontaments personals van portar a la dissolució del grup, tot i que Sly Stone va continuar gravant i fent gires amb una nova formació fins que els problemes de salut van obligar-lo a la seva retirada efectiva el 1987.
El treball de Sly and the Family Stone va influir en el so de la música funk, pop, soul, R&B i rap posterior. El crític musical Joel Selvin va considerar que «hi ha dos tipus de música negra: la música negra anterior a Sly Stone i la música negra posterior a Sly Stone». El 2010, van ocupar el lloc 43 en la llista dels 100 millors artistes de tots els temps segons la revista Rolling Stone, i tres dels seus àlbums s'inclouen a la seva versió més recent de la Llista dels 500 millors àlbums de tots els temps. El grup va ser inclòs al Saló de la Fama del Rock and Roll el 1993.

## Discografia
- A Whole New Thing (1967)
- Dance to the Music (1968)
- Life (1968)
- Stand! (1969)
- There's a Riot Goin' On (1971)
- Fresh (1973)
- Small Talk (1974)
- Heard Ya Missed Me, Well I'm Back (1976)
- Back on the Right Track (1979)
- Ain't but the One Way (1982)